# Michael Tausch
Michael Tausch (* 11. August 1949 in Schäßburg, Rumänien) ist ein deutscher Chemiker und Hochschullehrer. Seit 2005 ist er Professor für Chemie und ihre Didaktik an der Bergischen Universität Wuppertal.

## Biographie
Von 1967 bis 1972 studierte Michael Tausch am Polytechnischen Institut Bukarest und schloss das Studium mit Diplomarbeit und Diplomprüfung ab. Anschließend – bis 1975 – beschäftigte er sich mit präparativen Arbeiten für die Promotion am Institut für Organische Chemie Bukarest. Danach (1977–1979) absolvierte er ein Studium der Mathematik und der Erziehungswissenschaften mit Staatsexamen und Studienseminar in Bremen und in Oldenburg. Es folgten bis 1981 theoretische Arbeiten und Promotion zum Dr. rer. nat. an der Universität Bremen. Dabei beschäftigte er sich mit photochemischen und thermischen Umlagerungen in Tribenzo-12-annulenen. Von 1976 bis 1996 arbeitete er als Fachlehrer für Chemie und Mathematik an der Kooperativen Gesamtschule in Weyhe (bei Bremen).
Tausch war von 1996 bis 2005 Professor für Chemie und ihre Didaktik an der Gerhard-Mercator-Universität in Duisburg und hat seit 2005 eine Professur für Chemie und ihre Didaktik an der Bergischen Universität Wuppertal inne. Seit 2018 ist der emeritierte Fachdidaktiker dort Rudolf-Carnap-Senior-Professor.

## Arbeitsgebiete
- Curriculare Innovationsforschung: Erschließung neuer Gebiete aus Forschung, Wissenschaft und Technik für die Lehre, insbesondere photochemische Inhalte
- Entwicklung von Curricula und Materialien für den Unterricht: Schulbücher, Unterrichtsmaterialien, Aufgabensammlungen etc.
- Lehr- und Lernsoftware (Internet-Portal Chemie 2000+ Online)
- Public Understanding of Science: Aktivierung und Professionalisierung der chemiedidaktischen Kommunikation zwischen Schule, Hochschule, Industrie und Gesellschaft
- Transfer von Forschungsergebnissen Vorträge für Lehrerfortbildung (regional und überregional, ca. 15 pro Jahr)
- Kurse für Lehrerfortbildung (im In- und Ausland, ca. 3 pro Jahr)
- Veranstaltungen für die Öffentlichkeit (ca. 5 pro Jahr)

## Auszeichnungen
- Preis für Experimentalvorträge des Vereins zur Förderung des Mathematisch-Naturwissenschaftlichen Unterrichts MNU (Bremerhaven 1990)
- Friedrich-Stromeyer-Preis der Fachgruppe Chemieunterricht der GDCh (Halle, 1994)
- Johann-Joachim Becher-Preis der J.J.Becher-Gesellschaft (Speyer, 2007)
- Heinz-Schmidkunz-Preis der GDCh 2015[3]

## Gastprofessuren
- Universität Wien (April 2001)
- Universidad Iberoamericana, Mexiko-Stadt (Juli 2003 und 2012)
- University of Sydney (2010 und 2016)
- Freie Universität Berlin (2015)[4]

## Publikationen
Michael Tausch publiziert in zahlreichen fachdidaktischen Zeitschriften. Bis Oktober 2013 verzeichnete er etwa 200 Publikationen, darunter 20 Lehrbücher für Schule und Studium.
Darüber hinaus ist Tausch seit 2000 Herausgeber und Schriftleiter der Zeitschrift Praxis der Naturwissenschaften – Chemie in der Schule (PdN-ChiS) und Gutachter für verschiedene Zeitschriften.
Lehrbücher für den Chemieunterricht
Jeweils für verschiedene Jahrgangsstufen und Bundesländer:
- Chemie 2000+
- Stoff – Formel – Umwelt